# Jag en duva
Jag en duva är ett musikalbum från 1980 av det svenska punkbandet PF Commando.

## Låtlista
1. Valentino (S. Jansson, K. Jansson)
2. Drömmar (S. Jansson, K. Jansson)
3. Hemlig man (S. Jansson, K. Jansson)
4. Bakom teleskopet (S. Jansson, K. Jansson)
5. Jag blundar... (S. Jansson, K. Jansson)
6. Ego (S. Jansson, K. Jansson, I. Mehrons)
7. Nu ska vi ha kul (S. Jansson)
8. Det ligger nån... (S. Jansson, K. Jansson)
9. Ensam hemma (S. Jansson)
10. Pengar (S. Jansson)
11. Ågren (S. Jansson, K. Jansson)